# 天主教東普里馬韋拉-巴拉納廷加教區
天主教東普里馬韋拉-巴拉納廷加教區（拉丁語：Diocesis Primaveris do Lestis-Paranatinguensis）是巴西一個羅馬天主教教區，屬庫亞巴總教區。
教區的前身是巴拉納廷加監督區，成立於1997年12月2日，2014年6月25日接收了原吉拉廷加教區的部份堂區並升格為教區。
教區位於馬托格羅索州東部。2002年有教友53,200人（佔轄區總人口85.6%）、六個堂區、七名司鐸。第一位教區主教為德雷克·若望·基道·伯恩。